# Wow (песма Кајли Миног)
„Wow“ је песма аустралијске певачице Кајли Миног, објављена је као други сингл са њеног десетог студијског албума X у фебруару 2008. године у издању дискографске куће Парлофон.

## Информација о песми
Песму написали су Миног, Грег Керстин и Карен Пул а продуцирао ју је Керстин. Постигла је комерционалне успех, доспијевајући на једно од првих 20 места на већини топ-листа на које је доспела. Песма је објављена као трећи сингл са албума X у Европи у јуну, ау Централној Америци није објављена као сингл.
Миног је први пут уживо извела песму у емисији The Kylie Show у новембру 2007. године, као једну од нових песама са њеног албума X. Наступала је у сребрној хаљини са ресицама, а плесачи су имали таласасте костиме и перике.

## Успех на топ листама
Миног је извела "Wow" на финалу четврте сезоне од The X Factor у 15. децембра 2007. године. Песма је дебитовала у Уједињеном Краљевству на 32. месту лествице у 24. децембра 2007. године, само због продатих дигиталних примерака. Десет недеља касније, песма је доспела на 5. место.
У Аустралији, "Wow" је званично пуштена на радију у 14. јануара 2002. године. Песма је дебитовала на 11. месту, и остала на лествици шест недеља.
Песма је требало да буде дебитантски сингл с албума у САД, али је на крају одлука пала на песму "All I See" која има више R&B осећаја да се свиди америчким слушаоцима, али је песма, кад је објављена на америчким радио-станицама, постигла приличан успех, те убрзо завршила на деветнаестом месту денс лествице на Билборд.

## Листа песама
Британски CD сингл 1
1. "Wow"
2. "Cherry Bomb"

Британски CD сингл 2 / Аустралијски CD сингл
1. "Wow"
2. "Do It Again"
3. "Carried Away"
4. "Wow" (Death Metal Disco Scene Mix)

Европски CD
1. "Wow"
2. "Can't Get You Out of My Head" (Greg Kurstin Remix)

Европски макси CD
1. "Wow"
2. "Wow" (Death Metal Disco Scene Mix)
3. "Wow" (CSS Remix)
4. "Wow" (Видео-спот)

## Историја издања
| Држава               | Датум              |
| -------------------- | ------------------ |
| Аустралија           | 16. фебруара 2008. |
| Уједињено Краљевство | 18. фебруара 2008. |
| Европа               | 6. јуна 2008.      |
| Немачка              | 4. јула 2008.      |
| САД                  | 30. августа 2008.  |